# Ԕ
Ԕ (minuskule: ԕ) je v současné době již nepoužívané písmeno cyrilice. Bylo používáno pro zápis Mordvinských jazyků.